# Andoins
Andoins är en kommun i departementet Pyrénées-Atlantiques i regionen Nouvelle-Aquitaine i sydvästra Frankrike. Kommunen ligger i kantonen Morlaàs som tillhör arrondissementet Pau. År 2022 hade Andoins 724 invånare.

## Befolkningsutveckling
Antalet invånare i kommunen Andoins
| Referens: INSEE |